# Paul R. Kooij
Paul R. Kooij (Utrecht, 19 mei 1956) is een Nederlands acteur en toneelspeler.

## Biografie
Paul R. Kooij begon laat met acteren. Na enkele jaren gestudeerd te hebben aan de Christelijke Akademie voor Expressie door Woord en Gebaar in Kampen studeerde hij in 1986 op dertigjarige leeftijd af aan de Toneelschool van Arnhem.
Na zijn afstuderen werkte Kooij aanvankelijk als freelanceacteur voor verschillende theatergroepen, waaronder het Publiekstheater. In 1990 verbond hij zich voor enkele jaren als vast acteur aan het Ro Theater in Rotterdam, waar hij speelde in stukken als Peer Guynt en Monster van Liefde. Tussen 1996 en 2000 werkte Kooij opnieuw als freelanceacteur, bij onder meer Stella den Haag, het Noord Nederlands Toneel, het Onafhankelijk Toneel Bonheur en het Zuidelijk Toneel, waarna Kooij zich tussen 2000 en 2005 opnieuw enkele jaren als vast acteur verbond aan het Rotterdamse Ro Theater. Hij speelde hier onder andere in de musicalbewerking van de televisieserie Ja Zuster, Nee Zuster en in de theaterserie A la recherche du temps perdu naar het gelijknamige boek van Marcel Proust. Sinds 2006 speelde Kooij in uiteenlopende producties als Soldaat van Oranje en Anne van Theu Boermans, en had hij de rol van verteller in de succesvolle voorstelling Het Pauperparadijs.
De televisiecarrière van Kooij werd ingeluid in 1990, toen hij werd gevraagd een screentest te doen voor het nieuwe televisieprogramma Ko de Boswachtershow. Kooij kon hier zijn talent voor slapstick in kwijt. Kooij dook in de decennia erna in verschillende televisieseries op, meestal in een bijrol, een enkele keer in een hoofdrol, zoals in de serie Goedenavond dames en heren van Omroep Max. In 2002 speelde hij naast Loes Luca de hoofdrol van boze buurman Boordevol in de speelfilm Ja zuster, nee zuster, een rol die beiden in het Ro Theater al eerder op het toneel in een musicalversie hadden gespeeld. In sterk contrast met zijn komische rollen stond de serieuze rol van de bankier Wilco Jiskoot die hij in 2013 speelde in de televisieserie De Prooi, naast Pierre Bokma als Rijkman Groenink.

## Filmografie

### Film
| Periode | Titel                  | Rol                          | Opmerkingen                            | Ref(s)    |
| ------- | ---------------------- | ---------------------------- | -------------------------------------- | --------- |
| 1993    | Angie                  |                              |                                        | [ bron? ] |
| 1995    | Antonia                | Protestant                   |                                        | [ bron? ] |
| 1997    | Karakter               |                              |                                        | [ bron? ] |
| 1998    | De gastheer            | (hoofdrol)                   | Korte film in opdracht van Gall & Gall | [ 4 ]     |
| 1998    | De man met de hond     | Theo (hoofdrol)              |                                        | [ 4 ]     |
| 1999    | Kruimeltje             | Onderwijzer                  |                                        | [ bron? ] |
| 2002    | Ja zuster, nee zuster  | Buurman Boordevol (hoofdrol) |                                        | [ bron? ] |
| 2012    | De Overloper           | Crimineel Henry              |                                        | [ bron? ] |
| 2013    | Spijt!                 | Rector                       |                                        | [ bron? ] |
| 2014    | Wiplala                | Arthur Hollidee (bijrol)     |                                        | [ 4 ]     |
| 2016    | Meester Kikker         | Directeur Stork (bijrol)     |                                        | [ 4 ]     |
| 2018    | Bankier van het verzet | Kapper                       |                                        | [ bron? ] |
| 2024    | De terugreis           | Peter                        |                                        | [ bron? ] |

### Televisie
| Periode   | Titel                                      | Rol                                           | Opmerkingen             | Ref(s)    |
| --------- | ------------------------------------------ | --------------------------------------------- | ----------------------- | --------- |
| 1990-1994 | Ko de Boswachtershow                       | Postbode Anton Gleuf                          | Hoofdrol                | [ bron? ] |
| 1993      | Flodder                                    | Hans Bantuma                                  |                         | [ bron? ] |
| 1995      | Versman                                    | SRV-man Versman                               |                         | [ bron? ] |
| 1996      | Unit 13                                    | Advocaat Klein                                |                         | [ bron? ] |
| 1997      | Bed & Breakfast                            | Inspecteur Hansen                             | Gastrol                 | [ bron? ] |
| 1999      | All Stars                                  | Scheidsrechter                                |                         | [ bron? ] |
| 1999      | In de clinch                               | Inspecteur Keuringsdienst van Waren           |                         | [ bron? ] |
| 2002      | Luifel & Luifel                            |                                               |                         | [ bron? ] |
| 2002      | Baantjer                                   | 'Kale' Gerard Zwits                           |                         | [ bron? ] |
| 2003      | Dunya & Desie                              | Fabrieksarbeider                              |                         | [ bron? ] |
| 2003-2006 | Villa Achterwerk (Roos en haar Mannen)     | Van Loonstra                                  |                         | [ bron? ] |
| 2004      | De nieuwe Lola's - Over tussen twee mensen | Wim (hoofdrol)                                |                         | [ 4 ]     |
| 2006      | Koefnoen                                   | Frank de Roef                                 |                         | [ bron? ] |
| 2006      | Gooische vrouwen                           |                                               |                         | [ bron? ] |
| 2008      | RO TV - Ik ga, want anders blijf ik        | Vuilnisman Jos (hoofdrol)                     |                         | [ 4 ]     |
| 2011      | RO TV - Nazaat                             | Henk van Alen (hoofdrol)                      |                         | [ 4 ]     |
| 2013      | De Prooi                                   | bankier Wilco Jiskoot (bijrol)                |                         | [ 4 ]     |
| 2015      | Goedenavond dames en heren                 | Peter van Dijk (hoofdrol)                     |                         | [ 4 ]     |
| 2015      | 't Schaep Ahoy                             | kapitein Karel Leegwater                      | Gastrol 1ste aflevering | [ bron? ] |
| 2018      | Knofje                                     | (bijrol)                                      |                         | [ 4 ]     |
| 2018      | Het Sinterklaasjournaal                    | Jacques van Dorst, deskundige Rijkswaterstaat |                         | [ bron? ] |
| 2019      | Centraal - Teef                            | (bijrol)                                      |                         | [ 4 ]     |
| 2022      | Flikken Rotterdam                          | Arjan Visser                                  |                         | [ bron? ] |

### Theater
| Periode   | Titel              | Rol                       | Gezelschap          | Opmerkingen                                                                            | Ref(s)    |
| --------- | ------------------ | ------------------------- | ------------------- | -------------------------------------------------------------------------------------- | --------- |
| 2014-2015 | Anne               | Otto Frank                |                     |                                                                                        | [ 5 ]     |
| 2015      | Liefdeslied        | (hoofdrol)                |                     |                                                                                        | [ 5 ]     |
| 2016-2017 | Het Pauperparadijs | Verteller                 |                     |                                                                                        | [ bron? ] |
| 2018      | Soldaat van Oranje | Van 't Zand               |                     |                                                                                        | [ 6 ]     |
| 2018      | Marijke Muoi       |                           |                     | Onderdeel van het project "Under de Toer", ter gelegenheid van Leeuwarden-Fryslân 2018 | [ bron? ] |
| 2019      | Mammoet            | spiritueel leider Urdward |                     |                                                                                        | [ bron? ] |
| 2019      | Gas                |                           | Toneelgroep Jan Vos |                                                                                        | [ bron? ] |
| 2022      | Oma is een Avatar  |                           | HNTjong             |                                                                                        | [ 7 ]     |
| 2024      | Waterlanders       | Maarten (hoofdrol)        |                     |                                                                                        | [ 8 ]     |